# Pavel Peška
Pavel Peška (13. dubna 1926, Praha - 15. července 2013) byl český ústavní právník. Naposledy působil jako emeritní profesor na katedře ústavního práva Právnické fakulty Univerzity Karlovy v Praze.
V rozmezí let 1949-1997 působil na Právnické fakultě Univerzity Karlovy v Praze a po odchodu do penze zde působil jako emeritní profesor na katedře ústavního práva.. Mezi jeho klíčová díla patří Ústavy lidově demokratických zemí, ve kterém autor přihlížel k výsledkům sovětské právní vědy podle prací akademika A.J. Vyšinského a posledních děl J.V. Stalina.
V roce 1990 byl kooptován do České národní rady (ČNR). Následně byl zvolen členem Předsednictva ČNR a předsedou ústavněprávního výboru ČNR.
V říjnu 1992 byl jedním ze tří ústavních právníků, kteří provedli závěrečnou oponenturu připravované Ústavy samostatné České republiky.